# Federação das Indústrias do Estado do Rio Grande do Norte
A Federação das Indústrias do Estado do Rio Grande do Norte , também conhecida como FIERN, é a principal entidade de representação das indústrias do estado do Rio Grande do Norte. Sedia-se no bairro da Lagoa Nova, em Natal.
O Sistema FIERN é composto pelas entidades Federação das Indústrias do Estado do Rio Grande do Norte (FIERN), o Serviço Social da Indústria (SESI), o Serviço Nacional de Aprendizagem Industrial (SENAI), o Instituto Euvaldo Lodi (IEL) e pelos 25 sindicatos patronais filiados. 
Fundada em 27 de fevereiro de 1953, foi reconhecida por carta sindical em 14 de dezembro de 1953.
Em 2013 a entidade inaugurou um centro cultural em sua sede, nomeado de Centro Cultural Candinha Bezerra, em homenagem à professora de música. A FIERN é presidida pelo industrial Amaro Sales de Araújo desde 2011, tendo sido reeleito em 2014.